# Poolbillard-Europameisterschaft 1997
Die Poolbillard-Europameisterschaft 1997 war ein vom 5. bis 13. April 1997 im Radisson Hotel in Stavanger stattfindendes Poolbillardturnier, das vom europäischen Poolbillardverband EPBF ausgerichtet wurde. Die EM fand erstmals in Stavanger statt und nach 1986 sowie 1993 zum dritten Mal in Norwegen.
Ausgespielt wurden die Disziplinen 8-Ball, 9-Ball und 14/1 endlos. Zudem wurden bei den Herren und den Damen die Europameister der Mannschaften ermittelt.
Wie schon 1993 und 1996 kamen im Herren-Einzel alle Finalisten aus Deutschland. Im 14/1 endlos gewann Ralf Souquet, wie im Vorjahr, das Finale gegen Oliver Ortmann. Im 8-Ball-Finale unterlag er Bernd Jahnke. Beide trafen auch im 9-Ball-Finale aufeinander, wobei Souquet Europameister wurde. Thomas Engert gewann im 14/1 endlos sowie im 9-Ball die Bronzemedaille. Jahnke gewann im 14/1 endlos Bronze. Oliver Ortmann, der 1996 Europameister im 8-Ball und im 9-Ball sowie Vizeeuropameister im 14/1 endlos geworden war, gewann Bronze im 8-Ball. Die Finnen Mika Lehtimäki und Mika Immonen gewannen bei der EM als einzige nicht aus Deutschland stammende Spieler Medaillen im Herren-Einzel.
Die Österreicherin Gerda Hofstätter gewann das Finale im 14/1 endlos gegen die Deutsche Franziska Stark. Zudem wurde sie durch einen Finalsieg gegen die Italienerin Anita Rizutti 8-Ball-Europameisterin. Im 9-Ball wurde die Deutsche Sylvia Buschhüter im Finale gegen die Norwegerin Line Kjørsvik Europameisterin. Die Deutschen Michaela Rank und Franziska Stark sowie die Schweizerinnen Julia Rechfeld und Sabina Dederding gewannen zudem jeweils eine Bronzemedaille. Gerda Hofstätter gewann neben ihren beiden EM-Titeln auch Bronze im 9-Ball.
Die deutsche Herren-Mannschaft aus Thomas Engert, Oliver Ortmann, Ralf Souquet und Bernd Jahnke wurde im Finale gegen Dänemark zum siebten Mal in Folge Europameister. Luxemburg und Österreich gewannen die Bronzemedaille.
Bei den Damen gelang es Deutschland (Franziska Stark, Michaela Rank, Sylvia Buschhüter und Birgit Reimann) nach drei Titeln in Folge nicht, Europameister zu werden. Im Finale unterlag die Mannschaft der Schweizer Mannschaft, gegen die sie im Vorjahr das Finale gewonnen hatte.

## Medaillengewinner
| Disziplin            | Gold              | Silber          | Bronze           |
| -------------------- | ----------------- | --------------- | ---------------- |
| Herren – 14/1 endlos | Ralf Souquet      | Oliver Ortmann  | Bernd Jahnke     |
| Herren – 14/1 endlos | Ralf Souquet      | Oliver Ortmann  | Thomas Engert    |
| Herren – 8-Ball      | Bernd Jahnke      | Ralf Souquet    | Mika Lehtimäki   |
| Herren – 8-Ball      | Bernd Jahnke      | Ralf Souquet    | Oliver Ortmann   |
| Herren – 9-Ball      | Ralf Souquet      | Bernd Jahnke    | Mika Immonen     |
| Herren – 9-Ball      | Ralf Souquet      | Bernd Jahnke    | Thomas Engert    |
| Herren-Mannschaft    | Deutschland       | Dänemark        | Luxemburg        |
| Herren-Mannschaft    | Deutschland       | Dänemark        | Österreich       |
| Damen – 14/1 endlos  | Gerda Hofstätter  | Franziska Stark | Michaela Rank    |
| Damen – 14/1 endlos  | Gerda Hofstätter  | Franziska Stark | Christina Lilja  |
| Damen – 8-Ball       | Gerda Hofstätter  | Anita Rizutti   | Sabina Dederding |
| Damen – 8-Ball       | Gerda Hofstätter  | Anita Rizutti   | Franziska Stark  |
| Damen – 9-Ball       | Sylvia Buschhüter | Line Kjørsvik   | Gerda Hofstätter |
| Damen – 9-Ball       | Sylvia Buschhüter | Line Kjørsvik   | Julia Rechfeld   |
| Damen-Mannschaft     | Schweiz           | Deutschland     | Österreich       |
| Damen-Mannschaft     | Schweiz           | Deutschland     | Norwegen         |